# Irlande-Tonga en rugby à XV
Cet article présente l'historique des confrontations entre l'équipe d'Irlande et l'équipe des Tonga en rugby à XV. Les deux équipes se sont affrontées à 3 reprises, dont 2 fois en Coupe du monde. Les Irlandais ont remporté les 3 rencontres.

## Les confrontations
| No | Date              | Lieu                                     | Match           | Score   | Compétition              |
| -- | ----------------- | ---------------------------------------- | --------------- | ------- | ------------------------ |
| 1  | 3 juin 1987       | Ballymore Stadium, Brisbane Australie    | Irlande – Tonga | 32 – 9  | Coupe du monde (poule B) |
| 2  | 14 juin 2003      | Teufaiva Sport Stadium, Nukuʻalofa Tonga | Tonga – Irlande | 19 – 40 | Test match               |
| 3  | 16 septembre 2023 | Stade de la Beaujoire, Nantes — France   | Irlande – Tonga | 59 – 16 | Coupe du monde (Poule B) |